# Вільям Хоу Гайон
Вільям Хоу Гайон (англ. William Howe Guion) (1817-1884) - американський підприємець, який був одним з головних засновників "Williams & Guion Black Star Line".

## Біографія
Вільям Хоу Гайон був старшим сином Джона Гайона (англ. John Guion) і Марії Хоу (англ. Maria Howe) з округу Вестчестер, Нью-Йорк. 
Вільям мав меншого брата за ім'ям Стівен Баркер Гайон - один з засновників "Williams & Guion Black Star Line".
Стівен Баркер Гайон переїхав через Атлантичний океан до Ліверпуля в 1852 році і виступав як агент "Williams & Guion Black Star Line". Джон Стентон Вільямс - інший партнер "Williams & Guion Black Star Line", який залишився в місті Нью-Йорк.
У 1853 році старший брат Вільям Хоу Гайон приєднався до офісу в місті Нью-Йорк.
В січні 1884 року Вільям Хоу Гайон пішов з фірми і його 36 річний племінник Вільям Хоу Гайон-Молодший (англ. William Howe Guion, Jr.) став партнером, а компанія стала зватися "Guion & Co.".
Вільям був одружен і мав сина, якого також звали Вільям Хоу Гайон чи Вільям Хоу Гайон-Другий (близько 1830-1886).

## Інші джерела
- 1850 US Census with Guions
- Washington Post; November 14, 1889; How Mr. Guion met the ex-President on a Notable Occasion. Mr. William H. Guion; of New York, the head of the Guion Steamship Company, is at the Arlington. He is now in the seventies, but vigorous and bright. He was one of the escort which brought the remains of General Grant from Mount McGregor to New York.